# Autoroute TF-1 (Espagne)
Pour la chaîne de télévision, voir TF1.
La TF-1, appelée aussi Autopista del Sur de Tenerife, est une voie rapide appartenant aux îles Canaries qui est destinée à relier Santa Cruz de Tenerife au sud de l'île en longeant la côte.
Elle dessert toutes les stations balnéaires de la côte sud de l'île.
C'est une autoroute à fort trafic notamment dans la banlieue de Santa Cruz de Tenerife où elle supporte près de 100 000 véhicules par jour sur certains tronçons. Elle dessert également l'aéroport de Tenerife Sur « Reina Sofia » jusqu'à la ville d'Adeje.
Le développement de la zone sud-est de l'île ne s'est en partie réalisé qu'après la construction de la TF-1 en 1978. La petite station balnéaire d'Abades est par exemple postérieure à l'ouverture de la voie rapide.

## Tracé
Santa Cruz de Tenerife - Candelaria - Güimar - Fasnia - Arico - San Isidro - Aéroport de Tenerife Sur - Las Chafiras - Guaza - Los Cristianos - Las Americas - Adeje-Guia de Isora-Santiago del Teide

## Sorties

### Santa Cruz de Tenerife-Güímar
- Échangeur entre  TF-5 et  TF-1
- 2 Centre commercial de "Mercatenerife" - Zone industrielle de "El Mayorazgo" et de "Costa Sur"
- Échangeur entre  TF-1 et  TF-4 (Capitale - le Port) (sens Güímar - Santa Cruz)
- Aire de service  (sens Santa Cruz - Güímar)
- Échangeur entre  TF-2 et  TF-1 +  4 Hoya Fria - Parc commercial - Añaza
- 7 Zone industrielle de "La Campana" - El Rosario - Radazul - El Chorrillo - Boca Cangrejo
- 10 Tabaiba
- 11 Barranco Hondo
- 14 Las Caletillas - Igueste
- 15 Puntalarga
- 16 La Hidalga - Arafo - Zone industrielle de Güimar

### Güímar-San Isidro
- 11 Güímar - Port de Güimar - Cambio de Sentido
- 12 Punta Prieta - La Caleta
- 13 El Tablado - El Escobonal
- 14 Fasnia - Los Roques
- 15 Combio de Sentido +  Aire de service
- 16 Las Eras
- 39 Arico Viejo - El Porís
- 42 Villa de Arico - Abades
- Aire de service  (dans les deux sens)
- 46 Tajao - Zone industriel de P.I.R.S.
- 49 Chimiche - El Rio
- 51 et  52 Parc industriel "Granadilla"
- Aire de service  (dans les deux sens)
- 54 Granadilla - Cocarmen (sens Güimar - San Isidro)
- 55 San Isidro - El Medano

### San Isidro-Adeje
- 23 Aéroport de Reina Sofia
- 24 San Miguel de Abona - Los Abrigos - Las Galletas
- Aire de service
- 25 Parque de la Reina (Parc de la Reine)
- 26 Valle de San Lorenzo - Guaza - Las Galletas
- Aire de service  (sens Adeje-San Isidro)
- 27 Arona (Tenerife) - Los Cristianos
- 28 Playa (Plage) de las Americas
- 29 (sens San Isidro-Adeje) San Eugenio - Parque Acuatico (Parc Aquatique)
- 30 Torviscas - Playa Fañabe
- 76 (sens Adeje-San Isidro) Costa Adeje
- 78 La Caleta - Fañabe
- 79 Adeje
- 79b (sens San Isidro-Adeje) Las Nieves - Los Olivos
- Playa San Juan - Puerto (Port) Santiago - Acdo. Los Gigantes

 Devient  TF-82 
 Travaux de prolongement de l'autoroute TF-1 jusqu'à Santiago del Teide.